# Glorieta de Compostela
A Glorieta de Compostela é uma praça da cidade espanhola de Pontevedra, no centro da cidade, no Ensanche.

## Origem do nome
A praça recebeu o seu nome atual em 1950, em homenagem ao Caminho Português, que a atravessa. A Glorieta de Compostela é conhecida pelos habitantes de Pontevedra como a "Praça das Crianças".

## História
Este ponto movimentado é um local de passagem desde a antiguidade, pois foi aqui que a antiga estrada romana Via XIX do Itinerário de Antonino foi traçada. Mais tarde, na Idade Média, tornou-se ponto de passagem do Caminho Português, que desde então tem sido testemunha das peregrinações a Santiago de Compostela. A partir do século XIV, este local fora das muralhas da cidade estava delimitado no seu lado oriental, onde atualmente se encontra o último troço da rua Fray Juan de Navarrete, pela antiga capela de Nossa Senhora do Caminho ou Virgem do Caminho, que foi objeto de várias reformas ao longo dos séculos até ser demolida e desaparecer.
No início do século XIX, durante a ocupação francesa da vila, a Capela de Nossa Senhora do Caminho foi destruída por um incêndio e pelo roubo de grande parte do seu conteúdo. Em 1856, de acordo com o mapa de Pontevedra elaborado pelo engenheiro tenente-coronel Francisco Coello de Portugal y Quesada, a área onde hoje se encontra a praça estava disposta como uma praça semicircular fechada, com edifícios à sua volta. Esta forma semicircular irregular, com a capela no seu lado oriental, aparece também no mapa de 1910 do Instituto Espanhol de Geografia e Estatística.
Em maio de 1936, a demolição da Capela de Nossa Senhora do Caminho pela Câmara Municipal de Pontevedra, devido ao seu estado de ruína e ao facto de obstruir o trânsito numa via pública muito importante, facilitou o posterior desenvolvimento urbanístico da zona onde se encontrava. A praça formada por este cruzamento foi atravessada, no pós-guerra, pela estrada N-550, o que aumentou gradualmente o fluxo de tráfego. No seu centro, como elemento distintivo, foi colocado um poste de luz de quatro pontas, et a praça albergou um ponto de táxis, deixando um pequeno espaço semicircular livre de carros no seu lado oeste, que foi utilizado como parque de estacionamento a partir dos anos 60 e onde mais tarde foi instalada uma das fontes de ferro fundido de 1887 da cidade, de conceção francesa, encomendada pelo arquiteto Alejandro Sesmero. Este espaço semicircular foi separado do trânsito nos anos 80 por uma balaustrada metálica baixa que rodeava uma pequena área plantada e era utilizado como terraço para um café próximo.
O cinema Gónviz, uma das salas de cinema mais centrais da cidade e um ponto de encontro popular para muitos dos residentes de Pontevedra, abriu em 1973 no edifício mais alto da praça, com 13 andares, e manteve-se aberto até 2001.
No final de 2001, iniciou-se uma renovação completa da praça, projectada pelo arquiteto Jesús Fole Osorio, após a qual a Glorieta de Compostela se tornou uma zona quase totalmente pedonal. Foi instalada uma fonte no seu centro, e a remodelação foi inaugurada a 9 de agosto de 2002. Em 2019, a fonte foi equipada com um sistema de iluminação multicolorido.
Desde a sua remodelação, a Glorieta de Compostela tornou-se um ponto de encontro dos habitantes de Pontevedra.

## Descrição
A praça está situada no coração do centro urbano e comercial de Pontevedra, onde confluem as ruas Peregrina, que a atravessa de noroeste a sudeste, e Fray Juan de Naverrete.
É uma praça semicircular, semipedonal, rodeada no seu lado oriental por uma pequena faixa de rodagem que canaliza o tráfego limitado das ruas Peregrina e Fray Juan de Navarrete. Está rodeada por edifícios de diferentes estilos, os mais antigos datados de 1928 e 1950 e os mais modernos de 1970 a 1990. A caraterística mais marcante da praça é a fonte conhecida como a Fonte das Crianças, no centro. A iluminação pública da praça é assegurada por duas colunas de iluminação equipadas com projectores.
A Fonte das Crianças é uma fonte plana de vinte metros de diâmetro com setenta bicos, os centrais dispostos numa coluna de jactos de água potentes e os circundantes numa névoa, alternados com pontos de luz. Um sensor reduz automaticamente a força e a altura da água para evitar que os transeuntes se molhem. O centro da fonte é pavimentado e o seu perímetro de granito negro ostenta a inscrição da canção popular galega "Pontevedra é boa vila, dá de beber a quen pasa. 2002" (Pontevedra é boa cidade, dá de beber a quem passa). Uma caraterística notável da fonte é o grupo estatuário de pedra na sua borda, composto por três figuras, duas raparigas e um rapaz, que destaca três jactos de água dos quais sacia a sua sede. As figuras são obra de Sebastián Casalderrey e Manuel Collazo Torres. A figura da rapariga sentada foi instalada após a inauguração do monumento, a 22 de outubro de 2002. O grupo estatuário é uma representação de duas raparigas que brincam enquanto esperam que um rapaz acabe de beber da fonte, uma sentada e a outra de pé com um aro de metal debaixo do braço.

## Galeria

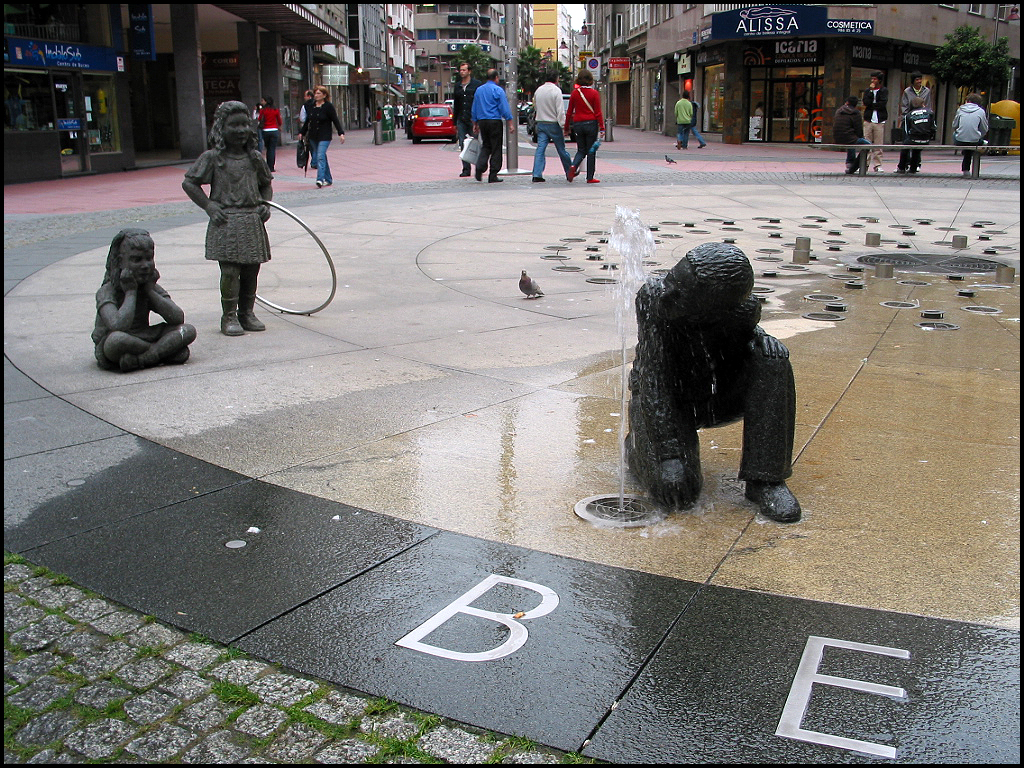
O grupo escultórico da Fonte das Crianças na praça
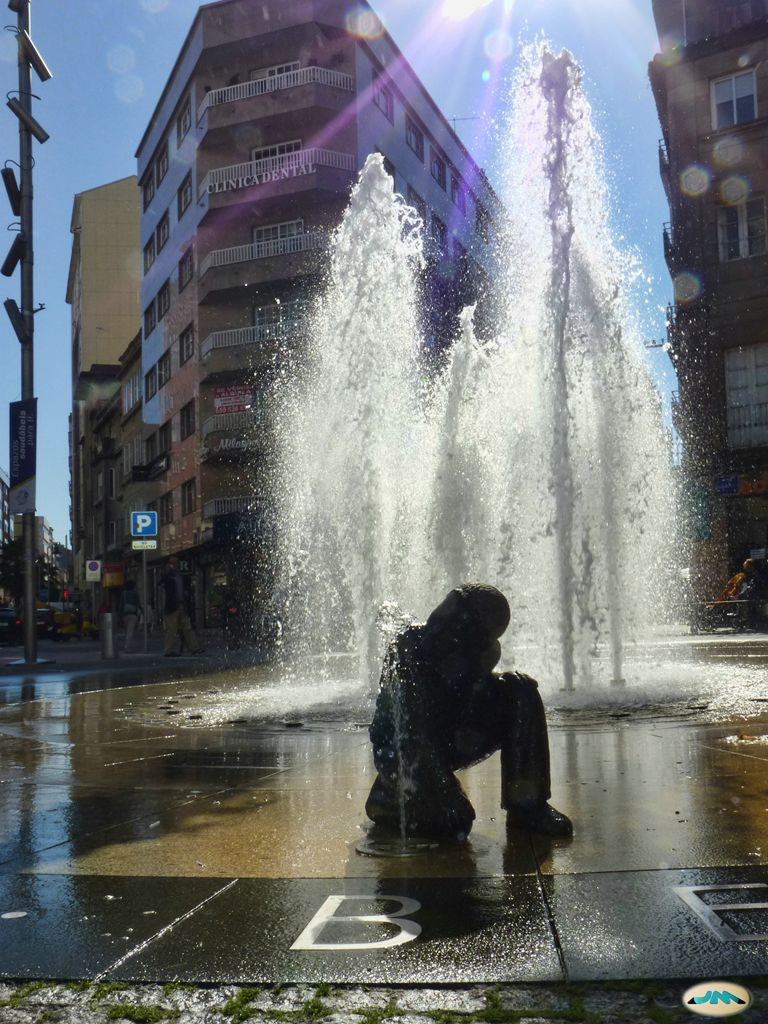
A Fonte das Crianças com os edifícios da praça ao fundo
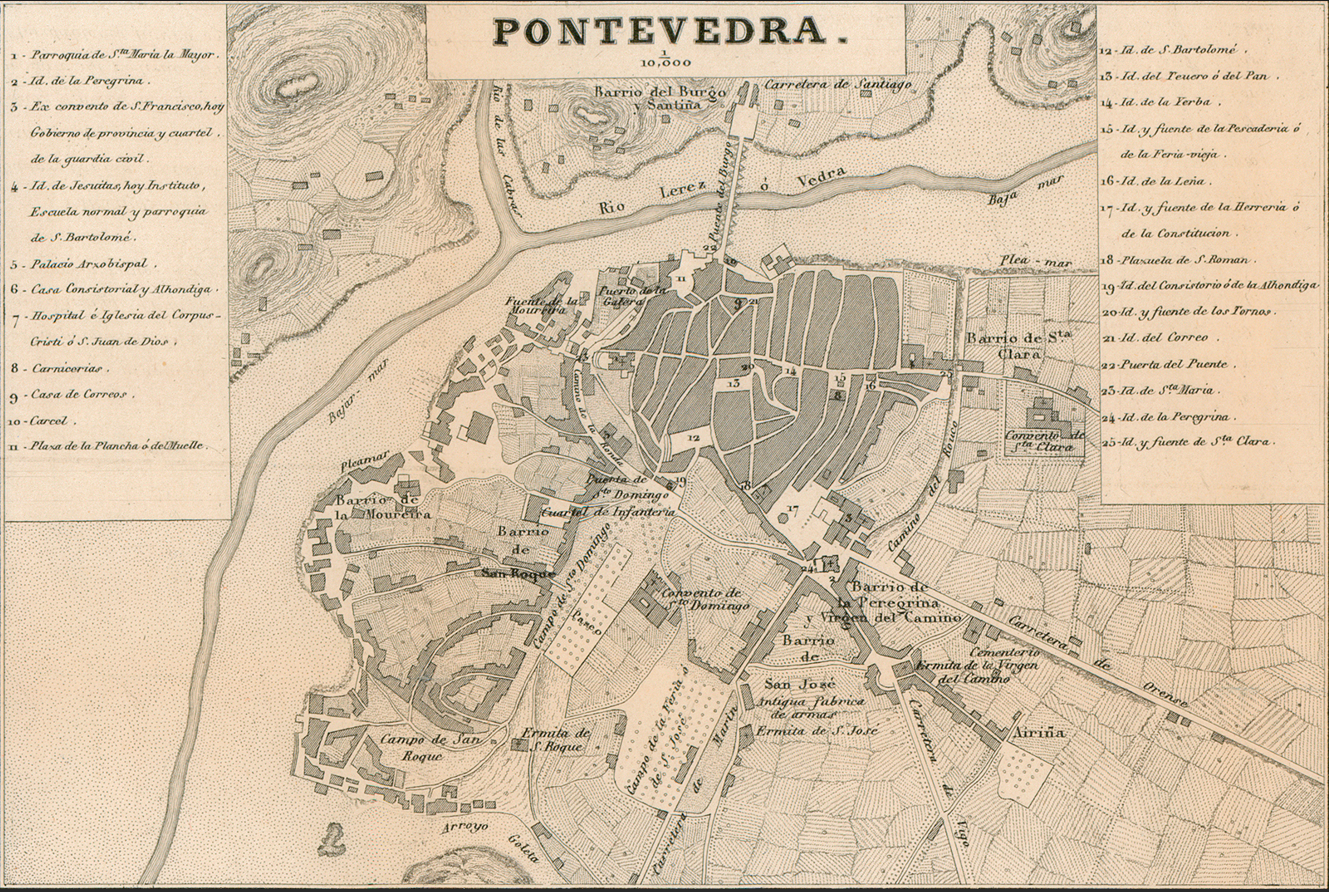
Plano de 1856 com a praça à esquerda da Ermida da Virgem do Caminho
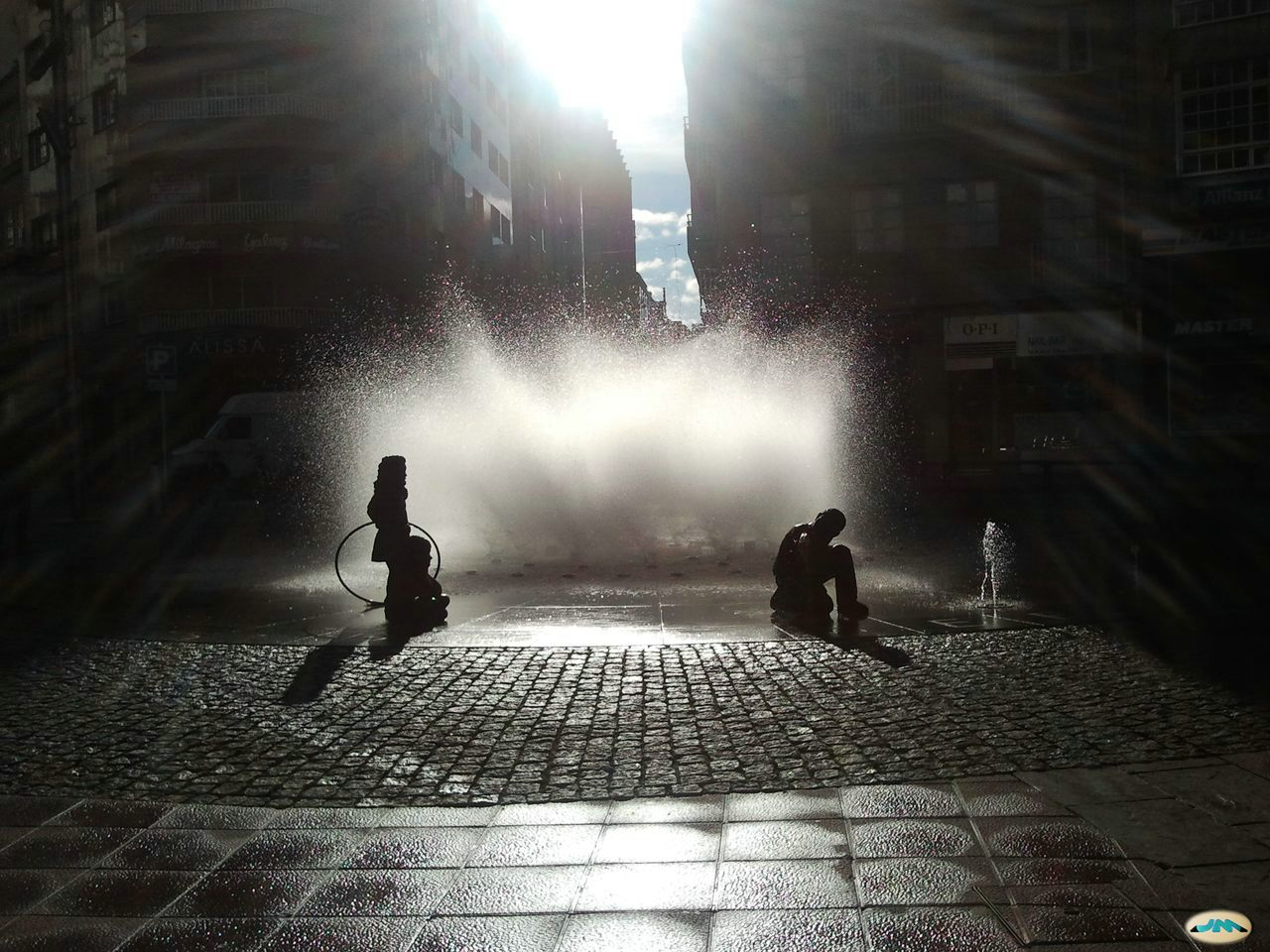
A fonte no centro da praça

### Artigos relacionados
- Ensanche de Pontevedra
- Rua García Camba